# القدرة الإرجازية

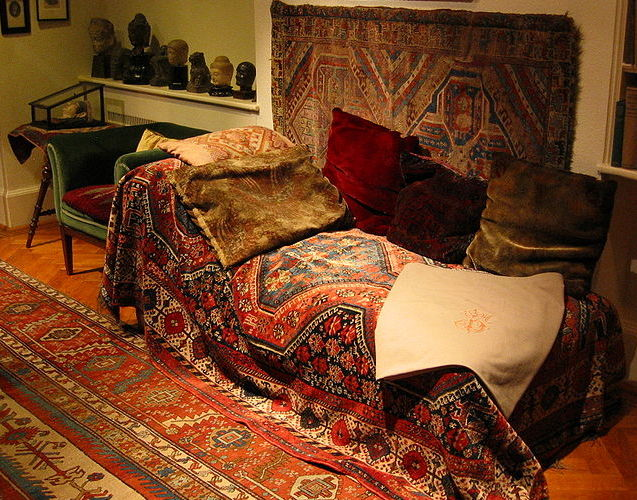

يشير مصطلح القدرة الإرجازية في المنهج النفسي للطبيب فيلهلم رايش إلى قدرة الفرد على الخضوع التام والمرور بحالة الذروة الجنسية. ويفترض أن تتضمن هزة الجماع وجود تشنجات لا إرادية ممتعة في الجسم كله، وتفريغ الإثارة التي يشعر بها الإنسان بالكامل مع الشعور بالإشباع أثناء العناق الجنسي بين ذكر وأنثى. بينما يتم التعامل مع عدم القدرة على القيام بذلك، وهو ما يعرف باسم العنانة الإرجازية (ينبغي عدم الخلط بينه وبين ضعف القدرة على الوصول إلى هزة الجماع أو فقد الإرجاز) في المنهج النفسي للطبيب رايش كسبب لجميع أنواع العصاب. وفي نظريات تالية في المنهج النفسي للطبيب رايش، مثل العلاج النباتي، تعتبر القدرة الإرجازية مؤشرًا على صحة الفرد. وقد صاغ المصطلح أصلاً في عام 1924. ولم يكن المفهوم أو نظرية الطاقة الكونية عامة مقبولين خارج منهج الطبيب رايش.

## الخلفية والنظرية
ذكر رايش أنه اقترح مفهوم القدرة الإرجازية أصلاً في عام 1922 وقام بصياغته وإثباته بين عامي 1922 و1926. وكانت نقطة البداية في نظرية رايش الخاصة بالقدرة الإرجازية من ملاحظاته السريرية بشأن اضطراب الأعضاء التناسلية في جميع المصابين بمرض العصاب، وكان ذلك في نوفمبر 1923 في بحثه «اضطرابات الأعضاء التناسلية من وجهة نظرالإنذارات النفسية التحليلية وعلاجها» نُشر في مجلة International Zeitschrift für Psa،10,1924). وقد قُوبل عرض رايش للنظرية بصمت قاتل وكثير من العدوانية والتي كانت جزئيًا بسبب عدم تعريف رايش الصحة الجنسية الطبيعية بشكل غير ملاءم. وردًا على هذا، وبعد مرور عام من البحث، قدم رايش مفهوم «القدرة الإرجازية» عام 1924، في مؤتمر التحليل النفسي، ساليزبرج في بحث بعنوان "Die therapeutische Bedeutung des Genitallibidos"، (نُشر باللغة الإنجليزية بعنوان «ملاحظات إضافية حول الأهمية العلاجية للشهوة الجنسية التناسلية» في كتابه الكتابات الأولى (Early Writings)، المجلد الأول المنشور عام 1975) ويتصل الكثير من أعماله طوال حياته المهنية بهذا المفهوم.
وفي هذا الأمر كان رايش متأثرًا بالمنهج التحليلي الرائد للجنس الذي وضعه سيغموند فرويد (Sigmund Freud)، حيث كان يفرق بين مراحل التطور النفسي الجنسي، كما أعاد تعريف الرغبة الجنسية على أنها طاقة الغريزة الجنسية في اللاوعي. وقد أكد رايش على أهمية نظرية الشهوة الجنسية في الوقت الذي نكرها المحللين النفسيين. وحافظ رايش على وجود فكرة الطاقة الجنسية ومفهوم القدرة الإرجازية كعناصر محورية في اقتصاد الجنس وهي إحدى نظريات رايش العامة عن التعامل الصحي مع طاقة الكائنات الحية العادية. وتدريجيًا، أطلق رايش على تلك الطاقة الحيوية أسماء الشهوة الجنسية والطاقة الجنسية والطاقة العاطفية والطاقة البيوكهربية والطاقة البيوفيزيائية وأخيرًا أسماها طاقة الحياة الكونية («الحياة»). ووفقًا لهذه النظرية، يكون الشخص الذي يفتقر إلى القدرة الإرجازية غير قادر على تفريغ الطاقة تمامًا في هزة الجماع ومن ثم يظل في حالة قلق دائمة وتيبس الجسم والقلق العقلي والذي يسبب العصاب. وتتيح القدرة الإرجازية للشخص إمكانية الشعور بالإشباع في الممارسة الجنسية، بينما يكون الأفراد الذين يفتقرون إلى هذه القدرة في بحث دائم عنها؛ وبناءً عليه يكون الفرد في حاجة أكبر إلى ممارسة الجنس.
ووفقًا لرايش، تعتبر القدرة على الاستسلام لهزة الجماع والشعور بالإشباع التام جنسيًا دليلاً على الصحة لأن القدرة الإرجازية الكاملة تتحقق إذا كان الشخص سليمًا نفسيًا ولا يعاني من العصاب (المتعة القلق) ومتحررًا جسمانيًا من «الدروع الواقية للجسم» (انقباض العضلات المزمن) كما يكون متحررًا اجتماعيًا من الواجبات والأخلاقيات القهرية (كما يتم فرضها بواسطة طرق استبدادية وميكانيكية للعيش)، ولديه القدرة الطبيعية على الحب. ويعتقد رايش أن الغالبية العظمى من الناس لا يصلون لمستوى يفي بتلك المعايير ولذلك هم لا يتمتعون بالقدرة الإرجازية.

### تغير التعريفات
وقد تغير تعريف رايش الدقيق للـ "القدرة الإرجازية" على مرور الوقت. تم وصفه لأول مرة بالتفصيل في كتاب له نشر عام 1927 باسم Die Funktion Des Orgasmus. وفي 1980 تمت ترجمة الكتاب  التناسل في النظرية، وعلاج العُصاب (Genitality in the Theory and Therapy of Neuroses، Genitality) إلى الإنجليزية، وعرف فيه القدرة الإرجازية على أنها القدرة على تحقيق الإشباع عن طريق تفريغ طاقة جنسية مساوية للتوتر الداخلي الجنسي الذي يشعر به الكائن الحي".
في كتابه المنشور عام 1940 بعنوان Die Function des Orgasmus:Die Entdeckung des Orgons Erster Teil، والذي نُشر باللغة الإنجليزية في عام 1942 تحت عنوان اكتشاف طاقة الحياة الكونية، المجلد الأول (Discovery of the Orgone, Volume 1): وظائف هزة الجماع (The Function of the Orgasm)، عرف القدرة الإرجازية أنها «القدرة على الاستسلام لتدفق الطاقة البيولوجية بصورة خالية من الموانع، والقدرة على التفريغ الكامل للإثارة الجنسية المتزايدة من خلال تشنجات ممتعة لا إرادية للجسد».
وكان آخر تعريف نشر له عن القدرة الإرجازية (التاريخ الأصلي غير واضح، نشر عام 1961)[بحاجة لمصدر] هو «القدرة على الاستسلام الكامل للتشنج اللاإرادي للكائن الحي والتفريغ الكامل للإثارة في ذروة العناق الجنسي».

## نظرية هزة الجماع
وتعد القدرة الإرجازية إحدى المفاهيم المحورية في نظرية رايش الأعم عن العلاقة بين العُصاب ووظيفة هزة الجماع.

### العلاقة الوثيقة بين العصاب والاضطرابات التناسلية
فحص رايش الحالات الطبية غير الناجحة، وقام بتقسيمها إلى مجموعتين: مجموعة الأفراد الذين لم يؤدِ العلاج معهم إلى نتائج، والمجموعة التي أظهر المرضى بها تحسنًا ظاهريًا ثم حدثت انتكاسة لحالة العصاب التي كانوا يعانون منها أو أصيبوا بحالات جديدة. بالإضافة إلى الحياة الجنسية لمرضاه، قام بالفحص من خلال مقابلات وسجلات حالة لعدد 200 مريض تم رؤيتهم بعيادة فيينا للتحليل النفسي. وقد فوجيء رايش بعمق وتكرار الاضطرابات التناسلية التي لاحظ وجودها. ومثال على ذلك، إحدى مريضاته التي أبلغت بأنها تعيش حياة جنسية طبيعية ولكن عند إجراء المزيد من المقابلات كشف رايش أنها لا تصل إلى هزة الجماع أثناء اللقاء الجنسي كما تروادها أفكار عن قتل شريكها بعد الممارسة الجنسية. وأدت مثل هذه الملاحظات إلى إثارة شك رايش في مصداقية التقارير السطحية عن التجربة الجنسية. وقاد تحليل رايش لهذه الحالات إلى استنتاج وجود اضطراب تناسلي لدى جميع المصابين بالعُصاب وترتبط في شدتها بشدة العصاب، وأن المرضى الذين تحسنوا بالعلاج وأصبحوا لا يعانون من أعراض العصاب قد استطاعوا الوصول لحياة جنسية مرضية. وقاد هذا الأمر رايش إلى إرساء معيار للعلاقة الجنسية المُرضية. وبناءً على اللقاءات التي أجراها رايش مع الأشخاص الذين أظهروا أنهم يتمتعون بحياة جنسية مُرضية، وصف العلاقة الجنسية على أنها تكون مُرضية بشكل أفضل فقط إذا اتبع نمط محدد. والقدرة الإرجازية هي المصطلح الذي نحته رايش لتعريف القدرة على المرور بهذا النوع التجربة الجنسية المرضية لأقصى درجة، والتي تتحدد من وجهة نظر رايش في الأشخاص الذين لا يعانون من العُصاب والذي يجمع كافة الناس أنهم غير مصابين به.

### الركود الجنسي
فرق رايش بين التفريغ الكامل للتوترات الجنسية المتراكمة بهزة الجماع مما يؤدي إلى استعادة توازن الطاقة، والعنانة الإرجازية حيث يكون تفريغ الطاقة غير مكتمل مما يؤدي إلى كبح الطاقة أو الركود. وينتج عن هذه الطاقة الجنسية المكبوحة الدخول في حلقة مفرغة عن طريق تغذية عملية التثبيط الذي يمنع تفريغ الطاقة الجنسية والوصول إلى المتعة الجنسية والذي يزيد بدوره يزيد من ركود الجنسي، وبطريقة مشابهة لقدر الضغط. وهذا الجمود الخارجي والقلق الداخلي هو العصاب الذي يغذي القسوة والوحشية والسادية الجنسية، والتقييد، والميكنة، والتقيد بالروتين وسيطرة المشاعر القهرية أو الرهاب على الفرد علاوة على الشعور بالوحدة، والعجز، والرغبة في السلطة، والخوف من المسؤولية والشوق لشيء مبهم.
وبالتالي، كان الركود الجنسي هو مصدر طاقة العصاب وكان العصاب هو المجموع الكلي لجميع الموانع التلقائية والمزمنة الخاصة بالإثارة الجنسية الطبيعية. وقد عرف رايش "القلق من الركود" على أنه القلق الناتج عن ركود الطاقة الجنسية داخل الكائن الحي عندما يكون التفريغ الإرجازي المحيطي مكبوتًا." كما عرف "عصاب الركود" بأن كافة الاضطرابات الجسمانية التي تكون نتيجة مباشرة لركود الطاقة الجنسية، والتي يكمن في داخل القلق من الركود.

### مصدر طاقة العصاب
في كتابه تحليل الشخصية (Character Analysis) المنشور عام 1933 (والذي تجاوز فيه تحليل الأعراض نحو ما يسمى الآن بـ علم نفس الأنا) قام رايش بربط الاضطرابات ذات الصلة بالقدرة الإرجازية لكلا نوعي العصاب النفسي اللذين تم تشخيصهما بالأصل بواسطة فرويد: هو العصاب الفعلي والعصاب النفسي. ولاحظ فرويد أن هناك مجموعة من المرضى الذين يعانون من العصاب لديهم اضطرابات جنسية ويلجأون إلى العزل (أي إخراج القضيب قبل القذف لتجنب الحمل) والصراعات ذات الصلة بالعادة السرية أو الامتناع الجنسي وتم شفاؤهم عند معالجة هذه الاضطرابات. ومن ثم، فسر فرويد الأمر أن التكيف الجنسي السييء يتسبب في ركود «الأمور الجنسية» فعليًا وقام بتعريف «العصاب الفعلي» على أنه قلق ينشأ نتيجة لـ الرغبة الجنسية المكبوتة. وعلى النقيض تمامًا، يعيش المصابون بـ العصاب النفسي بصراعات تتصل بـ اللاوعي والرغبات والذكريات، والصراعات المكبوتة التي لم تحل والصدمات في الطفولة.
بناءً عليه، قال رايش أن البرود الجنسي والعجز الجنسي كانا مفتاح فهم العصاب وأن مصدر الطاقة الخاص بالعصاب يكمن في الفرق بين الإثارة الجنسية المتراكمة وتفريغها بسبب العنانة الإرجازية، في حين أن جعل المريض واعيًا للرغبة الجنسية المكبوتة قد يمثل وحده علاجًا للعصاب وسيكون القيام بذلك ضرورة فقط عندما يكون هذا قد أدى أيضًا إلى قدرة إرجازية وهي القدرة على تفريغ مصدر الطاقة الخاصة بالعصاب. ومن ثم، خلص رايش إلى أن وجود قدرة إرجازية يسمح للشخص بتفريغ مصدر طاقة جميع أشكال العصاب لكل من العصاب الفعلي والعصاب النفسي على حد سواء.
وتم الكشف عن هذه العلاقة الأساسية بين العصاب النفسي والعصاب الفعلي عندما تم معالجتهم لأن كان الإحساس بـ القلق يظهر دائمًا عند ظهور أعراض العُصاب. وبعبارة أخرى وجد القلق دائمًا في وقت ظهور العصاب الأصلي، وتعمل جميع الأعراض العصبية على تخفيف القلق أو الحد منه. (على مر السنين، أدرك فرويد أيضًا أن التمييز بين العصاب الفعلي والعصاب النفسي لم يكن بصورة مطلقة حيث إن العصاب النفسي كان مختفيًا خلف العصاب الفعلي وخلف كل عصاب نفسي يوجد أساس للعصاب الفعلي.)

## التعريف المفصل
عرف رايش ممارسة الجنس الطبيعية أنها القدرة الإرجازية التي تمكن البالغين من خوض تجربة جنسية تامة كما تتميز بالحب والقدرة على التعبير عنه حيث تكون عميقة وكاملة وممتعة؛ ولذيذة وعميقة بحيث تشبه الأحاسيس التي تغمر الجسد قبل وقت قصير من الشعور بهزة الجماع؛ وحركات العضلات اللاإرادية قبل الوصول للذروة والتحرر من القلق، وعدم التمتع، والأوهام؛ والتركيز الكامل تأثير بصورة كاملة على التجربة الشخصية التجربة الإرجازية. وتعتمد متعة الوصول لهزة الجماع على مقدار التوتر الجنسي المتركزة في الأعضاء التناسلية وشدة انحدار وانخفاض الإثارة أثناء هزة الجماع.
بالنسبة لرايش، سيظل هذا دائمًا الاتصال الجنسي للقضيب والمهبل الذي وصفه بالتفصيل في (وظيفة هزة الجماع The Function of the Orgasm) (1942) (باستثناء المداعبة، والتي في رأيه كانت مصممة وفقًا للاحتياجات الفردية) ومن وجهة نظرة أنه أثناء الإثارة يكون الوضع هو نفس الشيء في النساء كما هو الحال في الرجال، وتكون هزة الجماع لكل منهما بنسبة أعلى تتزامن مع الوصول لذروة إثارة الأعضاء التناسلية وهو الحال غالبًا في علاقات الحب التي تتم دون عائق من عوامل داخلية أو خارجية. وقال إن فترة تتراوح من خمسة إلى خمس عشرة دقيقة تعد فترة كافية للجماع الجنسي.
ويمكن تلخص الخبرات الجنسية التضاد بين القدرة الإرجازية والعنانة الإرجازية كما وصفها رايش كما يلي (بواديلا 1985 Boadella): 17-8)):
| مراحل تطور الإثارة                     | القدرة الإرجازية | العنانة الإرجازية |
| -------------------------------------- | --- | --- |
| 1. المداعبة                            | " الإستعداد البيولوجي. 'الإستثارة الهادئة.' المشاركة الممتعة المتبادلة." | "الإستثارة الزائدة أو المتدنية. الإنتصاب 'البارد'. المهبل 'الجاف'. المداعبة غير الكافية أو الزائدة عن المطلوب." |
| 2.القذف                                | "ينشأ عن طريق الحاجة التلقائية للإيلاج، في عند الإيلاج بواسطة الشريك." | " إما: الاختراق السادي بواسطة الرجل أو التخيلات عن الاغتصاب بواسطة المرأة. أو: الخوف القيام بالدخول أو التعرض له وتناقص المتعة عن الدخول." |
| 3. المرحلة التطوعية بالحركات الجنسية   | "هي حركات تطوعية لكنها سلسة ومنظومة ومسترخية ورقيقة. وتغيب عن البال الأفكار الدخيلة؛ حيث يوجد استغراق في الخبرة. وتستمر الأحاسيس الممتعة في الزيادة. ولا تؤدي فترات الراحة إلى تناقص المتعة."                                                                                           | "الاحتكاك الحاد، التسرع العصبي تتواجد الأفكار الدخيلة أو التخيلات بشكل قسري. الإنشغال المسبق عن الشعور بالواجب تجاه الشريك والخوف في "الفشل" أو العزم على "النجاح". وتؤدي فترات الراحة إلى انخفاض حاد في الإثارة."                                                             |
| 4. المراحل اللاإرادية من التشنج العضلي | "وتقود الإثارة إلى تشنجات اللاإرادية في العضلات التناسلية (والتي تؤدي إلى حدوث القذف لدى الرجل والوصول إلى الذروة لدى المرأة). وتساهم عضلات الجسم كله في الإنقباضات الحية حيث تتدفق الإثارة من الأعضاء التناسلية إلى الجسم. 'انصهار'الحواس مع الجسم. تغيم الوعي لدى الوصول إلى الذروة". | "تقل الحركات اللاإرادية بشكل كبير وفي بعض الحالات تغيب تمامًا. تظل الحواس في الأعضاء التناسلية ولا تتنتشر في كامل الجسم قد يتم محاكاة الاستجابات اللاإرادية لصالح الشريك. يتم الضغط والدفع مع الانقباضات التشنجية للوصول إلى الذروة. يظل العقل هو المسيطر ولا يوجد تغيم للوعي." |
| 5. مرحلة الاسترخاء                     | "شعور ممتع بالاسترخاء العقلي والجسماني. الشعور بالانسجام مع الشريك. رغبة عارمة في الراحة أو النوم. 'الشفق'." | "شعور بالتعب المضني والغثيان والمقت واللامبالاة أو الكره تجاه الشريك. لا يتم تفريغ الإثارة بالكامل، في بعض الأحيان تؤدي إلى الإصابة بالأرق. يعاني الشخص من الحزن والاكتئاب بعد الجماع."                                                                                        |

### الاضطرابات الجنسية
منذ ربط المنهج النفسي للطبيب رايش القدرة الإرجازية صورة محددة جدًا من النشاط الجنسي فيتم التعامل مع السلوك الجنسي الذي يختلف عن القاعدة باعتباره عجزًا ناتجًا عن انعدام القدرة الإرجازية. والدروع الشخصية والعضلية على سبيل المثال، يمكن أن تغير الدافع الجنسي من شيء لطيف وناعم إلى شيء وحشي وقاسٍ. ويسبب عدم القدرة على التعبير عن الدافع الجنسي الغضب الذي يتم قمعه أيضًا، مما يجعل الجنس عملية ميكانيكية وربما وحشية
ووفقًا لرايش فإن الاضطرابات الجنسية أكثر شيوعًا بين النساء أكثر من الرجال بسبب قوة الكبت الجنسي للنساء في مرحلة الطفولة حيث يكون التعليم الجنسي أكثر صرامة. فيالحقوق الجنسية للشباب قدم رايش الفئات التالية ضمن فئات عامة لما اعتبره اضطرابات بين الرجال والنساء.:

#### في الرجال
1- عدم القدرة على الانتصاب
ووفقًا لرايش، يكون العجز الجنسي على سبيل المثال، يتم الانتصاب بشكل غير كامل أو مناسب لدى الرجال الأصحاء تمامًا. وفي بعض الحالات قد يكون لها أسباب الجسدية ولكن عمومًا فإن ذلك يرجع إلى الخجل نحو العضو الجنسي لدى الإناث أو إلى خوف اللاوعي من اللقاء الجنسي. ويتجلى هذا عادة في الشعور بدونية الجنس. وتعتمد أيديولوجية العفة غالبًا على الخوف أو الخجل من هذا الشيء بسبب الاعتقاد في أن اللقاء الجنسي غير مرغوب به لأسباب أخلاقية. وعادة يتم حل هذا من خلال جعل المتألم على دراية بما يقلقه. ويكون عادة هذا هو السبب الشائع للتعليم الخاطئ الذي يجعل الرجال يعتقدون أن الجماع مهمة صعبة مما يزيد من مخاوفه ويجعله يرغب في محاولة إثبات نفسه حتى عندما لا يكون مثارًا جنسيًا.
2. سرعة القذف
وفقًا لرايش فإن القذف، بعد فترة وجيزة من الاختراق يمنع الوصول إلى التركيز الكافي للإثارة في القضيب وبالتالي يجعل التفريغ الكامل للإثارة من الأمور المستحيلة. وعلاوة على ذلك نفي الإشباع الجنسي للإناث. ويكمن السبب في كثير من الأحيان لخلق القلق الجنسي وكبت الحياة الجنسية خلال مرحلة الطفولة. وتنتج سرعة القذف عن محاولة متسرعة (كما هو الحال في خوف من الانكشاف) أو ارتداء الملابس بالكامل والتحفيز المفرط من قبل اليد أو ببساطة ندرة الجماع.
3. عدم القدرة على تجربة الإشباع
وفقًا لرايش، فمن الأمور الشائعة أيضًا عدم القدرة على تجربة التحرر المناسب من التوتر خلال المرحلة الأخيرة من المتعة. ومن العوامل الهامة هي الخوف من التعرض للمقاطعة وارتداء الملابس بالكامل وحدوثه في وجود طرف آخر وحدوثه في موقف اجتماعي بائس، أو مشاكل عاطفية داخلية. وقد تكون هذه العوامل بالإضافة إلى تغيير الشركاء بكثرة مانعًا أمام إجراء التسوية المناسبة والتكيف مع الشريك في العلاقة الجنسية.

#### في النساء
يرى رايش القدرة على الوصول إلى النشوة المهبلية على أنها مؤشر على قوة هزة الجماع في النساء.
1. عدم الشعور الكامل بالجنس
تبلغ نسبة من 20-30% من النساء ذروة الجماع وبعد فترات متفاوتة من الزمن التي عادة ما تكون أطول بكثير من الرجال في حين تتطلب نسبة تتراوح من 70-80% من النساء الاستثارة اليدوية للبظر.
تصاحب البرود الجنسي أحيانًا شعور بالغ بعدم المتعة أو الألم لدى النساء والذي قد يتضمن فقد المرأة لأي إحساس مهبلي على الرغم مع امتلاكها لبظر مفرط الحساسية. وعلى الرغم من ذلك، ووفقًا لما ذكره رايش، تتصرف النساء ظاهريًا بطريقة جنسية مثيرة ولكنها تتجنب الجماع وتشعر بالغثيان عند التفكير فيه. وذلك يرتبط بالرفض القوي للاوعي أو الخوف من الذكر، حيث عادة ما تعلوها النزعات الذكرية والذين يحبون مثلية الجنس. ومع ذلك وكما يرى رايش، غالبًا ما يكون اضطرابًا سطحيًا والذي يختفي إذا كان الرجل قويًا ويستطيع أن يثير الشهوة الجنسية لدى المرأة.
2. عدم كفاية حساسية المهبل
تشعر المرأة بالمتعة أثناء الجماع، ولكن لا تشعر بالإشباع.
3. الفتور قبل بلوغ الذروة
وفقا لما يراه رايش، تعتبر هذه الحالة حالة خاصة، حيث تشعر المرأة بالأحاسيس العادية في بداية الجماع ولكن تختفي هذه الأحاسيس قبل الوصول للذروة، وبالتالي فإنها لا تفرغ طاقتها الجنسية بشكل مناسب. وعادة ما يرتبط هذا بالخوف من الإثارة، حيث يزداد هذا الخوف بصورة مفاجئة قبل الوصول للذروة. وغالبًا ما يظهر ذلك إذا كانت المرأة تعتقد أن شيئًا رهيبًا قد يحدث لها في هذه العملية. وقد حذر رايش أن هذه الحالات لا تعتبر حالات تشنج عصبي مهبلي لا إرادي والتي يعتبر فيها الاضطراب وسيلة دفاع ميكانيكية منعكسة الشكل ضد الإيلاج.
4. الإثارة السريعة دون تفريغ الشهوة
تكون المرأة سريعة الاستثارة ويبدو أنها تصل للإشباع الجنسي أكثر من مرة أثناء الجماع. ومع ذلك، لا تصل إثارتها إلى نقطة الهزة ولا تنخفض وتصل للإشباع. ويرى رايش أن هؤلاء النساء غالبًا ما يكون لديهن فرط الرغبة الجنسية ويعانين كثيرًا وبصورة مستمرة من الإثارة الجنسية غير المفرغة

## التكرار في أعمال رايش

### العلاقة بين القدرة الإرجازية والجسم والعقل
في المنهج النفسي لرايش، الفرد الذي لا يملك قدرة إرجازية يعاني من وجود «درع» جسدي نفسي عصبي يحول بينه وبين تجربة المتعة. وهذا هو الفرق بين الأمرين المتطابقين من الناحية الوظيفية «دروع شخصية» و«درع عضلية».

#### الدروع الشخصية
يعد مصطلح «مقاومة الشخصية» أو «دفاع الشخصية» أساسيًا بالنسبة لتحليل رايش للشخصية " – حيث من خلال شخصية الفرد وما يفعله المريض ليس ما قاله أو قالته وكان ينظر إليه كآلية الدفاع الأساسية. وتشتمل السمات الشخصية الموقف، والتعبير، وطريقة التحدث. وقد عرف رايش دروع الشخصية على أنها "مجموع السمات الشخصية النمطية التي يمكن للفرد يطورها كمانع ضد إثارته عاطفيًا، مما يؤدي إلى جمود الجسم وانعدام التواصل العاطفي، وأخيرًا «الجمود».
وقد استخدم رايش مصطلحي «الشخصية التناسلية» و«الشخصية العصبية» على التوالي للتميز بين الشخصيات التي تعاني أو ولا تعاني من القدرة الإرجازية. وتعتبر الشخصيات الحقيقية للأشخاص الفعليين بشكل ما أمرًا متصل بين الأمرين.
الشخصية التناسلية
الشخصية التناسلية، هي شخصية غير عصبية وتكون خالية من الركود الجنسي، وبالتالي لديها القدرة على التنظيم الذاتي الطبيعي على أساس القدرة الإرجازية. وتكون الشخصية التناسلية قادرة على التركيز بشكل كامل في مهمة أو شيء ويكون لديها الرغبة الطبيعية للتواصل الإنساني المستمر وتجد هذه الشخصية القدرة على التعبير في العمل والحياة الاجتماعية وتشعر بتعاطف صحي مع البشر في الحزن والسعادة، وتحيا تجارب الحياة بصورة كاملة وتكشف ميولها الطبيعية وتناضل من أجل تحقيق أهدافها. كذلك، فإن هذه الشخصية تحيا حياة جنسية مزدهرة بصورة كاملة وذلك في سياق العلاقة الجنسية مع الجنس المغاير باستسلام تام، دون تحديد الشريك إما بوعي أو بغير وعي مع أحد الوالدين، دون الرغبة في أن تُعذَب أو تعذِب دون قبول العزوبية إلا لأسباب مقنعة جدًا، ودون أن تبحث عن شريك آخر طالما تمكنت من الشعور بمحبة الشريك الآخر له.
الشخصية العصبية
تعمل الشخصية العصبية وفقًا لمبدأ التنظيم الأخلاقي القهري بسبب ركود الطاقة المزمن.
يتخلل عمل الشخصية العصبية وحياتها كفاح لقمع الأصل وحتى أكثر الاحتياجات أو الاتجاهات أساسية. وتتوافق الأشكال المختلفة للشخصية العصبية إلى طرق القمع المتساوية لتلك الاحتياجات أو الاتجاهات التي يشك بها الإنسان ويعتبرها خطيرة أو مخجلة. ويجوز أن يؤدي الشعور بالدونية إلى السعي من أجل الوصول للسلطة والجاه؛ ويوجه العمل هذه الرغبات أو يوجهها الواجب، وليس من أجل السعي للفرح والسعادة.
ويتخلل حياتهم الجنسية شعور بالانزعاج بسبب النبضات المستمدة من رغبات سابقة للمرحلة التناسلية وتكون قوية لدرجة أنها تمنع تجربة التفريغ الكامل أثناء هزة الجماع أو أية رغبات تناسلية يتم حظرها من خلال منعها وتأنيب الضمير الذي يمنع تفريغها بالكامل أثناء هزة الجماع أو منع إقامة الحياة الجنسية الخاصة بالكبار. ويترك التفريغ الجنسي صاحب هذه الشخصية في حالة من الفراغ وعدم الرضا وعدم شعور بالسلام الداخلي مما يتسبب في الشعور بالفراغ والدونية وهي ظاهرة واسعة الانتشار تعرف باسم اكتئاب ما بعد الجماع.

#### الدرع العضلي
جادل رايش أنه في حالة حدوث قمع، تكون هذه الطاقة في شكل العواطف المخزنة أو تأثيرات تم حجبها مرة أخرى بواسطة انقباض العضلات أو الدرع الذي يقيد ويشل الجسم ويصبح الأساس الجسدي للعصاب وهذا يجعل من المستحيل القيام بتفريغ هزة الجماع بصورة كاملة.
قام رايش بتعريف الدروع العضلية على النحو التالي: «هو مجموع التوجهات العضلية (تشنجات العضلات المزمنة) التي يقوم الفرد بخلقها لتعوق اختراق العواطف والأحاسيس وبصورة خاصة القلق والغضب والإثارة الجنسية.»
تمنع الدروع العضلية من الوصول للذروة الجنسية حيث يشعر باللذة الجنسية التي تغمر الجسد بالكامل. فعلى سبيل المثال، تكون أشكال اتخاذ الدروع هو شد عضلات الحوض أو شد الفخذ والأرداف.
وعلاوة على ذلك، يعتبر رايش أن الأنا تلعب دورًا فعالاً في الإدراك، في حين أن بعض الناس تقوم بمداعبة لطيفة منطقة تثير الشهوة الجنسية كشيء ممتع وفي نفس الوقت هو بالنسبة للآخرين مجرد إحساس باللمس.

#### حل الدروع
ويكون حل الدروع الشخصية والعضلية هو المبدأ الأساسي لعلم النفس الخاص برايش العلاج النباتي العصبي. وكما كتب رايش، يخفف هذا الحل الحركة ويجعل التنفس سهلاً وكما يساعد على استرجاع الذكريات المكبوتة أثناء الطفولة التي أدت إلى الكبت.
ويكمن الهدفان الأساسيان للعلاج النباتي في تحقيق القدرة الإرجازية أثناء اللقاء الجنسي والوصول إلى «هزة الجماع المنعكسة» أثناء العلاج. ويمكن ملاحظة أن هزة الجماع المنعكسة كموجات من اللذة التي تموج بالجسم وسلسلة من الحركات التلقائية اللاإرادية، وتشير إلى أن الشخص خال من الدروع الجسمية، مما يستتبع القدرة على تقديم وتلقي الحب بجميع أشكاله.

### تضمينات للمجتمع

#### الوقاية من خلال الإصلاح المجتمعي
الغزو لأخلاق الجنس الإجبارية كُتب عام 1931 وكان الخطوة الأولى لرايش في الاقتراب من الإجابة على مشكلة العصاب الجماعي في المجتمع، تلاه علم النفس الجماعي للفاشية والثورة الجنسية وقد تضمنت المشكلات الاجتماعية الأولية التي تعامل معها رايش هي الثلاث أمور التالية:
كيفية الوقاية من العُصاب عن طريق التربية والتعليم الصحيحين.
1. كيفية منع وجود التوجهات السلبية تجاه الجنس في المجتمع من خلال الإصلاح المجتمعي.
2. كيفية منع وجود الكبت الفاشستي من خلال إصلاح مجتمعي عام (بواديلا 1985: 62).

واعتبر رايش أن القدرة الإرجازية تُعارض وتقوض كافة أنواع الأنظمة الاستبدادية الديكتاتورية أو المنظمات والمؤسسات التي تسعى للقضاء على الميل التلقائي والتنظيم الذاتي الطبيعي للطاقات الحيوية وذلك من خلال الأخلاق الإجبارية والعمل القهري. وفي رأيه أن التنشئة الاستبدادية تشكل العنصر الأساسي للإضرابات النفسية وذلك في والتكتلات من الناس في جميع الدول حيث تربوا على الطاعة والإخلاص الأعمى والقومية. وفي رأيه فإن التمتع بالسلطة أسهل فهو الاتجاه الأقل مقاومة.
ويرى رايش أن الانتقال من الديمقراطية والاستبدادية الرسمية إلى الديمقراطية الحقيقية، يجب أن تؤسس الحياة الاجتماعية على حق تقرير المصير والاجتماعية الطبيعية والأخلاق، والسعادة الدنيوية في الحب والعمل الممتع. وهذا يتطلب القدرة على تحمل المسؤولية الكاملة عن الوجود الاجتماعي والتحديد بعقلانية الأمور الخاصة بحياة المرء ويكون هناك استقلالية نفسية. فهي ليست حالة ثابتة من الحرية التي يمكن أن تعطى أو تمنح أو تكفل لمجموعة ولكن هي عملية ديناميكية مستمرة للتعامل مع تطوير أفكار جديدة وأشكال جديدة من المعيشة والاكتشافات الجديدة. حيث يجب على الشباب دائمًا أن يتمتعوا بالقدرة على اتخاذ القرار بشأن ما يتولونه وما سيتجاهلونه وأن يكون لديهم الاستعداد لسماع المثل من أبنائهم.
هذا يتضمن استبدال الفوضى الجنسية، الدعارة والاتجار بالجنس والإباحية بالسعادة في الحب الطبيعي الذي يؤمنه المجتمع. واستشهد رايش بدراسة برونيسلاف مالينوفسكي (Bronisław Malinowsk) الخاصة بالثقافة في جزر التروبريناد كما في كتابه  الحياة الجنسية الخاصة بالهمج في شمال غرب ميلانيزيا (The Sexual Life of Savages in North-Western Melanesia) كدليل على أن المجتمعات الاستبدادية غير الاخلاقية تفتقر للالتزام الأخلاقي والواجب غير ممكنة وترتبط بالأخلاق الطبيعية للتنظيم الذاتي.

#### آثار اجتماعية سلبية[بحاجة لمصدر]
حيث اشتق رايش مصطلح "الطاعون الانفعالي" لتسجيل الأعمال المدمرة للشخصية العصابية على الساحة الاجتماعية. ومن خلال ظاهرة اجتماعية معينة، تعتمد القدرة على الانتشار على سيطرة تكوين الشخصية العصبي، وهو سيطرة العنانة الإرجازية (رايش 1973 [1933]: 508). وذلك وفقًا لما أرساه رايش، بينما تكون الشخصية العصبية راضية بالتوجه السلبي تجاه المجتمع، في حين أن الشخصية الطاعون الانفعالي شخصية مدمرة للأنشطة الاجتماعية" (رايش 1973 [1933]: 512). وكان الطاعون الانفعالي بالنسبة لرايش مرضًا بالفعل، "مرض حيوي"، والذي يقوم المصاب به بإظهار نفسه اجتماعيًا (رايش 1973 [1933]: 504-5). ويكون للطاعون الانفعالي مجموعة ديناميكية خاصة عندما تدعم بشكل متبادل الدوافع المدمرة المرضية لمجموعة الصفات العصبية. (بودايلا 1985: 215).
وتشير لفظة «انفعالي» إلى عنصر عدم المنطقية الاجتماعي لدى الناس (بودايلا 1985: 215). وهذا هو سبب وظائف الطاعون الانفعالي الكيئبة فقط لمنطقة الأمور غير المنطقية والوصول لنتائج محتومة (رايش 1973 [1933]: 511-3). بينما تشير لفظة «طاعون» إلى الطبيعة المُعدية وصعوبة مقاومته. لذلك، بينما تصارع الشخصية العصبية الشعور بالذنب لكبت الدوافع المدمرة (مثل التخيلات عن التعذيب)، يمد الأشخاص المصابون بالطاعون الانفعالي بلا وعي بعضهم بعضًا بحجة اجتماعية للتنفيس عن تلك الدوافع المكبوتة. ولهذا فإنهم يلجأون إلى أيدلوجية جماعية توجد منطقًا للتصرف وفقًا لدوافع غير منطقية ثانوية. ومثال على ذلك محاكمات السحر في سايلم والتي كان يُعذب فيها المسيحيين المنشقين ويعدموا بواسطة عشائرهم (بواديلا 1985: 215).

## ردود الأفعال

### كينسي (Kinsey) وماسترز (Masters) وجونسون (Johnson)
اختلفت مفاهيم الذروة الجنسية المستخدمة في تقارير تقرير كينسي الشهير المنشور في 1948 و1953 بالإضافة إلى بحث عام 1966 الذي أجراه ماسترز وجونسون عن المفاهيم التي استخدمها رايش. فقد ربط رايش القدرة الإرجازية بنظام الاستجابة الكلي مباشرة، والشخصية والقدرة على التواصل والصحة النفسية الجسدية التامة للشخص (بواديلا 1985: 30). وعلى العكس، حدد كينسي وماسترز وجونسون نتائجهم على ظاهرة أن كافة الذرى الجنسية لديها شيء مشترك (بواديلا 28). وتتضمن أمثلة التمييز التي قام بها رايش التي لم يسعَ خلفها كينسي وماسترز وجونسون الفرق بين الاستجابات في مكان محدد أو بالجسم كله والحركات التطوعية واللاإرادية (بواديلا 29). ومن ثم، يقول بواديلا أنها «لا تختلف بأي شكل من الأشكال بالنتيجة التي توصل إليها رايش. وهم فقط... [ركزوا] على تلك العمليات التي تشارك وجود القدرة الإرجاوية أو العنانة الإرجازية» (بواديلا 28).
؛ ملاحظات مشابهة.
يقول كينسي: «قد يقوم كثير من الناس بضبط متأن على المسار الطبيعي لاستجاباتهم الجنسية» ويستطرد قائلاً: «فمن الممكن عن طريق السيطرة على معدل التنفس والحفاظ على العضلات في تأهب مستمر وطرق أخرى، تأجيل الزيادة السريعة في الاستجابة والتي تنقل الاستجابة الجسمانية إلى الذروة» (كينسي 1953: 632، مقتبس في بواديلا 29). وبشكل مماثل، يقول ماسترز وجونسون (1966): «تنقبض العضلات المخططة في البطن والأليتان بشكل متكرر طوعًا بواسطة النساء الواعيات في محاولة رفع درجة التوتر الجنسي، وبشكل خاص في محاولة منها للانتقال من منطقة مرتفعة إلى المحيط الإرجازي» (مقتبس في بواديلا 29). ووفقًا لبواديلا، كتب مورتن هيرسكويتز (Morton Herskowitz) (1969) وهو أحد زملاء رايش واحد من أفضل المقارنات بين رايش وبحث ماسترز وجونسون. ويقول هيرسكويتز أن توجيه سؤال لماذا تقوم بعض النساء بشد أليتانهن وبطونهم قبل الوصول لهزة الجماع وبعضهن لا يقمن بذلك قد يكون قاد ماسترز وجونسون إلى نفس التجاه الذي ذهب إليه رايش (بواديلا 29).

### تراث
كانت محاولة جيه مارمور (J. Marmor) (1954) هي الأقرب لما قام بيه رايش من تمييزن مع ذلك لم يقوم بتطوير الأمر إلى نظرية. فقد ميز مارمور بين «التثبيط القشري» و«التبسيط القشري». يقول إن كان الأول قويًا (بسبب الخوف والقلق والشعور بالذنب، إلخ) فلن يوافر سوى مستوى استجابة فقري إرجازي واحد أو لن يتوافر على الإطلاق. وفي حالة غياب التثبيطات ووجدت استجابة نفسية مناسبة واسترخاء جسدي، فمن ثم يمكن الوصول إلى «هزة جماع تامة» (مقتبس في بواديلا 30).
وكان زميلي رايش اللذان اعتمدا على نظرية رايش الإرجازية والقدرة الإرجازية هما فيليبسون (Philipson) ولوفين (Lowen). وقد أكد كلاهما على أهمية العلاقة الإنسانية في الوظائف الإرجازية (بواديلا 1985-30-1)
ودرس تايج فيليبسون (Tage Philipson) الحياة العاطفية الطبيعية وغير الطبيعية في كتابه Kaerlighedslivet: Natur Eller Unnatur وذلك سنة 1952. وكتب أن الأشخاص الأصحاء يرتبط عندهم الحب والحياة الجنسية ارتباطًا وثيقًا. سيكون الجنس منبعثًا من القلب وعائدًا إليه.... ولا بد أن يكون الشخص الصحيح بكل معنى الكلمة هو من يشعر بحرية مطلقة وكاملة.... وعندما تكون هذه هي الحال ستتمكن مشاعر أخرى من اجتياح كيان الكائن الحي بالكامل: مثل الكراهية والحزن والقلق...إلخ وكذلك يمكن لهزة الجماع باعتبارها أعلى نقطة في العلاقة الجنسية أن تؤثر على كيان الكائن الحي بالكامل." (مقتبس من بواديلا، 1985:31).
أما ألكساندر لوين (Alexander Lowen) ففرق في كتابه الصادر في 1966الحب وهزة الجماع (Love and Orgasm) بين الوصول إلى هزة الجماع بالمعنى الذي يقصده كينسي وهو الأداء الجنسي والدخول في علاقة حب بالكيان البشري كله بشكل يتفق مع رايش. ويرى لوين -مثله مثل ريتش- أن المعنى الثاني هو تعبير عن الصحة وليس وسيلة للوصول إليها (بواديلا 1985:31).
ويعتقد ثيودور ولف (Theodore Wolfe) الرائد في مجال الأمراض النفسية الجسمية وزميل أخر لرايش، أن القلق كان هو السبب وراء الإصابة بالعصاب والتشوهات النفسية الجسمية. وعند قراءته لكتاب رايش Der Funktion des Orgasmus وجد فيه مفتاح فهم ديناميكية هذه العلاقة (بواديلا 1985: 32).
وفقًا لسيرة رايش، فقد وجدت العديد من أفكار رايش ونتائجه طريقها إلى مختلف التخصصات على الرغم من اتخاذها لأشكال مختلفة تمامًا. بالإضافة إلى أن وجهة نظر رايش حول قدرة توحيد مشاعر العطاء والمشاعر الحسية هو أمر مهم لعلاقة الحب الصحية وهذا ليس بجديد. وقد لاحظ فرويد ذلك في وقت مبكر من عام 1912. ومع ذلك، فإن الجوانب المادية اللاإرادية للتفريغ الكامل للأعضاء التناسلية يعد أمرًا جديدًا، ومفهوم القدرة الإرجازية والطريقة التي «قام من خلالها بربط سلسلة نتائج اجتماعية ونفسية وبيولوجية بوجود أو عدم وجود هذه الوظيفة» كان فريدًا من نوعه وخاصًا بالطبيب رايش.

### التفسير
وفي استعراض نظريات رايش، كتب الطبيب النفسي إلسورث بيكر (Elsworth Baker):

لقد فُهم ويلهيلم رايش بصورة خاطئة إلى حد كبير وتم الافتراء عليه، وتقريبًا فُسر كل شيء كتبه بصورة خاطئة. وهذا صحيح على وجه التحديد فيما يتعلق بنظرياته الجنسية. حيث كان التشويه المعتاد في أنه دافع عن «حرية» التعبير عن الرغبة الجنسية«وتلبية رغبات هذا الحافز» بطريقة وحشية فيها اختلاط جنسي محمود يسعى إلى الوصول إلى شعور بالنشوة يتسم بالغموض والاستمتاع والتي من المفترض أن تعالج جميع الاضطرابات العُصابية حتى إنها تعالج الأمراض البدنية.

وعلى عكس ذلك، فقد لاحظ بيكر (Baker):

لم يتمكن رايش من الوصول إلى أن الجنس الذي أُعتقد سابقاً أنه يستخدم فقط للأغراض التناسلية، كان له أيضًا وظائف ذات أهمية حيوية في الحفاظ على إستقرار مستوى الطاقة في الكائن الحي. وهكذا يصبح للنشاط الجنسي قيمة صغيرة بالنسبة للصحة العاطفية ما لم تتضمن التجربة الشعور بالإثارة الجنسية الممتعة والوصول إلى ذروة النشوة الجنسية بينما تقل الإثارة بشكل سريع.... فالشخص السليم لا يحتاج إلى العديد من المنافذ الجنسية مثل الشخص المحصن لأن يشعر بالإشباع الجنسي ولا يظل يحاول الوصول إلى ذلك باستمرار.

وعلى الرغم من أن اشتغال رايش بمجال العلوم الطبيعية عادة ما ينظر إليه كأمر مشكوك فيه، إلا إنه اشتهر بإسهاماته في مجال علم النفس. وحيث إنه استخدم مفهوم القدرة الإرجازية في كلا المجالين، فما زالت مكانته غير واضحة.

### النقد
تضم الانتقادات التي وجهت لعمله عن القدرة الإرجازية ما يلي:

#### النشوة المهبلية
وجود النشوة المهبلية والتي تختلف عن نشوة البظر أمر متنازع عليه في هذه الآونة على سبيل المثال في مبادئ الفيزيولوجيا. وعلاوة على هذا، فإن رايش استخدم معيارًا شخصيًا للتفريق بين النشوة المهبلية ونشوة البظر:، والذي سيتضح جليًا لدى السيدات التي تجرب إحداها. ومع ذلك، فإن رايش قد أسهب في تفسير هذه المسألة في العديد من الإصدارات التالية. وقد اكتشف، من خلال سلسلة من التجارب، أن النشوة لها العديد من سمات الظاهرة الكهرحيوية واستخلص النتائج التي تنص على أن الأعضاء التناسلية عند المضاجعة تشكل كهرلكهرل:.
«حيث إن الدورة الخاصة بكل من الرجل والمرأة واستثارة النشوة والاستمتاع في الجهاز العصبي الأوتونومي تمثل مصادر داخلية للشحنات الكهربية في الأعضاء التناسلية عند الالتقاء. وتحدث التوازنات في المكونات المحتملة بين احتمالين ظاهريين—؛ أدمات (بشرة) القضيب والغشاء المخاطي للأعضاء التناسلية المهبلية.» وفي تجربة أخرى، توصل رايش إلى أن نفس الطاقة الكهروحيوية تظهر في الوظائف الطباقية التناقضية،: إذا تدفقت للخارج على سطح الجلد، مسببة تكوين شحنات في الجلد، فإنه يتم الإحساس بها كـمتعة؛ وعلى النقيض من ذلك، فإنها إن تدفقت بعيدًا عن الجلد، مما ينتج عنه انخفاض الشحنات في الجلد، فعندئذ يتم الإحساس بها كـتوتر مركزي أو اضطراب. ولكي تتمكن من تجربة النشوة والاختلاج والشحنات الكاملة من المتعة، لابد للطاقة أن تصل إلى الجلد وبخاصة الفرج. هذا ويمكن أن لا تلقى نشوة البظر أي رد فعل أو استجابة داخلية.
ووفقًا لرايش، فإن عدم القدرة على الوصول إلى النشوة المهبلية لدى السيدات هي نتاج لثقافتنا التي تعمل على قمع الرغبة الجنسية بالإضافة إلى قلق الختان، وهو يحدث ليس فقط للأولاد الذكور ولكن للبنات أيضًا. ويؤدي ذلك إلى تولد دافع ثانوي لسيطرة مفهوم حسد الذكور على القضيب والنشوات الخاصة بالبظر. ووفقًا لرايش، فإن هذه الدوافع الثانوية قد تم فهمها بطريقة خطأ في الوظائف الأساسية والطبيعية من قبل فرويد والمحللين النفسيين التقليديين. فإن كان مجتمعنا سيسمح للبنات بتنمية وتطوير ثقافتهم الجنسية والتناسلية بصورة طبيعية، فإن مثل هذه الدوافع الثانوية ستظهر بصورة نادرة جدًا.

#### قياسات موضوعية للاستسلام
لم يعثر رايش على وسيلة لقياس «تمام الاستسلام» خلال هزة الجماع بشكل مباشر وموضوعي. هناك مقياس مباشر وذاتي: حيث يشعر الشخص «بالاستسلام التام» خلال هزة الجماع بنفسه أو بنفسها. ويوجد مقياس واحد مباشر وذاتي وهو «رد فعل نشوة»، ولكن رايش أشار إلى أنه يمكن أن يظهر في الشخص المريض بالعجز الجنسي المتعلق بهزة الجماع. وكان الطريق الرئيسي لرايش هو التجريب لإنشاء قوة هزة الجماع من خلال عدة قياسات موضوعية وغير مباشرة، مثل «الدروع العضلية» وأشكال «الدروع الشخصية» العصبية.

## الأعمال
؛ ويلهيلم رايش
- 1922: فيما يتعلق بأشكال محددة من الاستمناء: (Concerning Specific Forms of Masturbation) (مقال)
- 1924 (1986): ملاحظات إضافية حول الأهمية العلاجية للشهوة الجنسية التناسلية،: العنوان الألماني: Die Therapeutische Bedeutung des Genitallibidos:. جزء من الكتابات الأولى (Early Writings)، المجلد الأول. أف أس جي إي دي.: الرقم الدولي الموحد للكتاب 0374516413.
- 1927 (1980): : الأعضاء التناسلية في النظرية وعلاج العُصاب العنوان الألماني:.: : Die Funktion Des Orgasmus. أف أس جي إي دي.: الرقم الدولي الموحد للكتاب 0374516413.
- 1932 (1951):.: غزو لأخلاق الجنس الإجبارية. العنوان الألماني: : Der Einbruch der Sexualmoral... 1995 أف أس جي إي دي.: الرقم الدولي الموحد للكتاب 0374509395.
- 1933 (1946):.: علم النفس الجماعي للفاشية. العنوان الألماني:.: Die Massenpsychologie des Faschismus 1980 أف أس جي إي دي.: الرقم الدولي الموحد للكتاب 0374508844.
- 1930 (1945): الثورة الجنسية: نحو هيكل الشخصية الذاتية. العنوان الألماني:.: Die Sexualität im Kulturkampf... 1963 أف أس جي إي دي.: الرقم الدولي الموحد للكتاب 0374502684.
- 1937 (1982): : الفحص البيوكهربائي للنشاط الجنسي والقلق. العنوان الألماني: : : Experimentelle Ergebniße... 1983 أف أس جي إي دي.: الرقم الدولي الموحد للكتاب 0374517282.
- 1940 (1942): اكتشاف طاقة الحياة الكونية، المجلد الأول: وظيفة هزة الجماع  تحت العنوان الألماني: Die Entdeckung des Orgons Erster Teil... 1986 أف أس جي إي دي.: الرقم الدولي الموحد للكتاب 0374502048.
- 1983 (مجموعة ما بعد الوفاة): أطفال المستقبل: حول منع الأمراض الجنسية. 1984 أف أس جي إي دي.: الرقم الدولي الموحد للكتاب 0374518467.

## كتابات أخرى
- Baker، Elsworth (1986)، Sexual Theories of Wilhelm Reich، مؤرشف من الأصل (PDF) في 2012-06-06.
- Raknes، Ola (1944)، Sex-economy: A Theory of Living Functioning. For a summary see here on Xiandos.info, archived from the original on 9 June 2012 {{استشهاد}}: روابط خارجية في |postscript= (مساعدة)صيانة الاستشهاد: postscript (link).
- Reich، Wilhelm (1963)، Selected Writings: An Introduction to Orgonomy، New York: فرار، وستراوس وغيروكس  [لغات أخرى]‏، ISBN:0374501963{{استشهاد}}:  صيانة الاستشهاد: علامات ترقيم زائدة (link).

## وصلات خارجية
- Documentary "Man's Right to Know" على يوتيوب(28 min) Wilhelm Reich Infant Trust. An introduction to the life and work of Wilhelm Reich.
- Documentary Who is Afraid of Wilhelm Reich على يوتيوب("Wer Hat Angst vor Wilhelm Reich") (1:34 hr), Antonin Svoboda in coproduction with Austrian TV.